# 班奴·普麗婭
班奴·普麗婭出生于1967年，在八十年代至九十年代初是印度南方泰盧固語電影的著名演員，她曾在一百多部電影中演出，名聲僅次于南印度影后──詩麗黛瑋。現在她居住在美國，教授傳統的南印度舞蹈。

## 電影事業
班奴在金奈的泰盧固語影壇處女作為Vamsi導演的電影：《Sitara》，影片十分受歡迎。她主演過25部泰盧固語電影、30部泰米爾語電影和14部印地語電影。在片中她的傳統南印度舞蹈深受觀眾喜愛。

## 個人生活
班奴曾與攝影師Adarshkoushal結婚，他們居住在美國，育有一女，現已離婚。

## 近況
- 她現正在金奈，籌備導演她的泰盧固語歌舞片。 她也在Sun Network電視臺上參加以下泰盧固語節目製作："Devathalu" ,"Pellaindhi Kaani", "Oru Ponnu Oru Paiyan" , "Theekuchi" , "Polladhavan", "Porantha veeda pukuntha veeda"
- 她的妹妹珊蒂·普麗婭（Shantipriya）也是泰盧固語電影演員
- 班奴極善於在影片中用眼睛「說話」，因此有個導演曾說她是歷來最漂亮的泰盧固語電影演員。現在她是眼影產品：Eyetex的代言人。

## 外部連結
- 班奴·普麗婭在互联网电影资料库（IMDb）上的資料（英文）